# Mutešabih
Mutešabih ili nejasni ili manje jasni ajeti, su prema tefsirskoj podjeli ajeta ajeti, ne mogu potpuno razumjeti i oko kojih ima različitih mišljenja. Manje su jasni te po po svojoj nakani i značenju tako njihova nakana sliči nekoj drugoj nakani. Muslimanski vjernik duboka vjerovanja mora vjerovati i u mutešabih ajete, ali ne i djelovati po njima. Nije im cilj ono vidljivo iz njihove vanjštine vidi pa može zavesti ljude na krivi put. Istinska značenja koja se izobražavaju te'vilom, prema islamskom učenju, poznata su jedino Alahu.
Suprotni su muhkem ajeti.